# Текучи (Телеорман)
Текучи (рум. Tecuci) насеље је у Румунији у округу Телеорман у општини Балачи. Oпштина се налази на надморској висини од 145 m.

## Становништво
Према подацима из 2002. године у насељу је живело 1120 становника, од којих су сви румунске националности.